# Cohors V Asturum

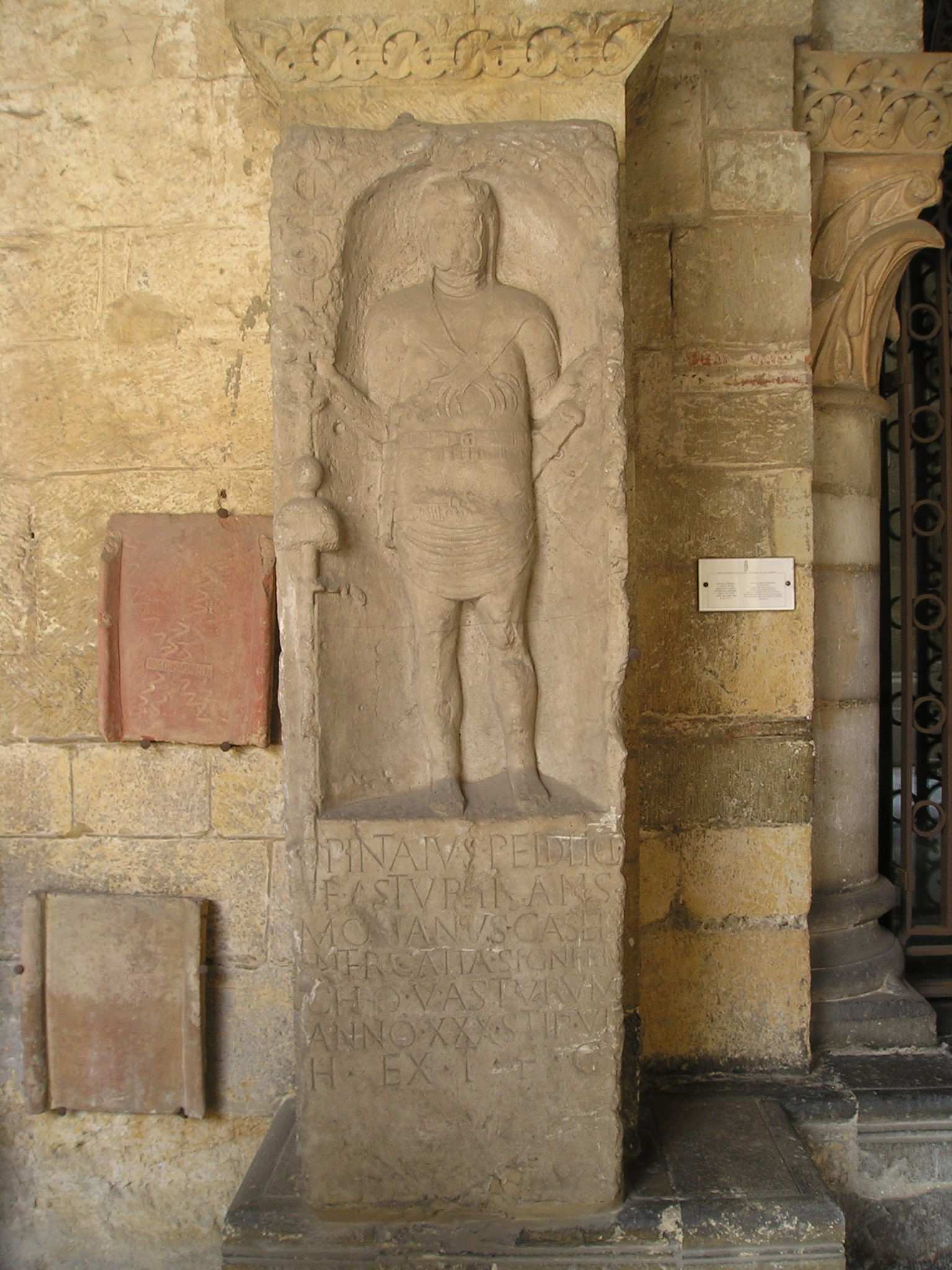
Epitafio de Pintaius Pedicili F, que fue signifer de esta unidad a medidos del siglo I.
CIL XIII 8098, Bonn (Alemania)

La Cohors V Asturum fue una unidad auxiliar del ejército imperial romano del tipo cohors quinquagenaria peditata.
Fue creada en el siglo I, formada con miembros del recién conquistado pueblo de los astures. Estuvo acuartelada en Germania Inferior, en la actual Grimlinghausen, Alemania.
Pintaius, astur transmontano de Castello Intercatia, sirvió como signifer de esta unidad. Su lápida fue hallada cerca de la actual Bonn.